# Malcolm in the Middle: Life's Still Unfair
Malcolm in the Middle: Life's Still Unfair је предстојећа америчка телевизијска комедија ситуације, коју је креирао Линвуд Бумер за стриминг услугу Disney+. Представља наставак серије Малколм у средини, а главне улоге из те серије понављају Френки Муниз, Џејн Качмарек, Брајан Кранстон, Кристофер Мастерсон и Џастин Берфилд, док Кејлеб Елсворт Кларк замењује Ерика Пер Саливана у улози Дјуија.
Серија се састоји из четири епизоде и премијерно ће је приказати Disney+ у децембру 2025. године.

## Улоге
| Глумац               | Улога          |
| -------------------- | -------------- |
| Френки Муниз         | Малколм        |
| Џејн Качмарек        | Лоис           |
| Брајан Кранстон      | Хал            |
| Кристофер Мастерсон  | Френсис        |
| Џастин Берфилд       | Рис            |
| Кејлеб Елсворт Кларк | Дјуи           |
| Ентони Тимпано       | Џејми          |
| Вон Маре             | Кели           |
| Кили Карстен         | Ли             |
| Кијана Мадеира       | Тристан        |
| Крејг Ламар Трејлор  | Стиви Кенарбан |
| Дејвид Ентони Хигинс | Крејг Фелдспар |
| Гари Ентони Вилијамс | Ејб Кенарбан   |